# Eduardo Correa
Eduardo Correa (Tacotalpa, Tabasco, Nueva España, Imperio Español 1793 -  San Juan Bautista, Tabasco, México, 1843) fue un político mexicano que nació en el estado de Tabasco, donde ocupó el cargo de Vicegobernador y Gobernador interino del estado este último en dos ocasiones.
Nació en la villa de Tacotalpa, Tabasco en fecha que se desconoce. Ocupó el cargo de Vicegobernador del estado de agosto de 1834 a abril de 1836, y Gobernador interino del estado de Tabasco de abril a agosto de ese mismo año y de septiembre de 1936 al 9 de agosto de 1837. También fue nombrado miembro de la Junta Departamental de Tabasco. Se casó cuatro veces, dos de sus esposas fueron Luz Fernández y Juana Rodríguez, con esta última tuvo un hijo llamado Límbano Correa.

## Vicegobernador de Tabasco
De acuerdo con la Constitución de 1831, en el mes de junio de 1834 se verificaron elecciones para la renovación del Poder Ejecutivo del estado, resultando triunfadores para el cargo de Gobernador Narciso Santa María, y para Vicegobernador Eduardo Correa, tomando posesión de sus cargos el 16 de septiembre de 1834.

## Gobernador interino de Tabasco

### Primer período
Debido a que la salud del gobernador Narciso Santa María se deterioró profundamente, al grado que no le permitía cumplir cabalmente con las funciones de gobernador, solicitó licencia definitiva para separarse del cargo en abril de 1836, ocupando el puesto de gobernador interinamente, con el cargo de Vicagobernador Constitucional en ejercicio del Poder Ejecutivo, el Vicegobernador Eduardo Correa.
Durante esté período, a nivel nacional el presidente Santa Anna, promulgó las llamadas Siete Leyes las que instauraban la República Centralista, por lo que los estados perdían su autonomía y pasando a ser Departamentos, siendo nombrados los gobernadores directamente por el presidente de la República, propiciando alzamientos y protestas en diversas regiones del país.
Según la Constitución local de 1831, Correa debería de permanecer en el cargo hasta septiembre de 1836, sin embargo, se separó del gobierno temporalmente en agosto de ese año, asumiendo las funciones de gobernador interino Santiago Duque de Estrada.

### Segundo período
Correa reasumió las funciones de gobernador en septiembre de 1836, permaneciendo hasta el 10 de agosto de 1837 fecha en la que asumió el cargo de gobernador el General José Ignacio Gutiérrez, nombrado para ese puesto por el presidente Anastasio Bustamante

## Fallecimiento
Tiempo después, en 1843, Correa fue nombrado miembro de la Junta Departamental de Tabasco, falleciendo en San Juan Bautista a finales de ese año.